# 漢服復興運動
漢服復興運動（かんふくふっこううんどう）とは、漢民族が清王朝以前に着用していた「漢服」を公共の場で広めようとする文化運動である。
簡単に言えば、漢服運動とも。
これは21世紀に中国大陸で始まり、漢民族の伝統的な服飾文化の復興・再興を目指す草の根的な動きであり、公共の場での着用を通じて、漢服の認知度を世界的に高めることを目指している。当初は歴史愛好者の間で楽しまれる趣味的な活動であったが、現在では数千万人規模の若者層を中心に支持を集める全国的なムーブメントへと発展している。特にファッションに敏感な若者たちが牽引しており、中国国内のみならず、シンガポールをはじめとする海外の華人社会にも徐々に広がりつつある。

## 概要
漢服運動は2003年に中国で始まり、そのきっかけとなったのは、中国系シンガポール人の張聡興（Zhang Congxing）が発表した記事である。この中で、鄭州出身の王楽天（Wang Letian）という男性が、自作の「深衣」という漢服を身にまとい、街を歩いていたことが紹介された。この出来事は中国のインターネット上で話題となり、多くの人々が次々と漢服を着用するようになったことで、やがて文化運動へと発展していった。
その後、SNSの普及が漢服運動の拡大を加速させた。特にBilibiliやTikTok、Instagramといったプラットフォームが大きく寄与し、若者たちはこれらを活用して自身の漢服姿を発信するようになる。こうした流れの中で、漢服は次第に「レトロ・クール（retro-cool）なスタイル」として定着していた。特に、文物として残された漢服、すなわち皇族や王族、貴族、官僚、将軍が古代の絵画や壁画・書物の挿絵に描かれていた漢服を再現・復元したものが着用されることが多い。
漢服運動は中国のZ世代（Gen Z）やY世代（ミレニアル世代）に広く支持されている。その理由として以下の点が挙げられる：
1. 中国史との繋がりを求める心：中国の若者たちは、自らのルーツを再確認し、そこから精神的な支えを得ようとしている。漢服は、そのような文化的・中華的アイデンティティを象徴する手段となっている[9][10]。
2. 視覚的な美しさとSNS映え：漢服は美しいとされるデザインを持ち、SNS上で映えるメリットがある。特に、流麗な曲線や精巧な刺繍は、写真や動画を通じて多くの人々に魅力を伝えやすい。
3. 「より本物らしい」伝統衣装としての評価：近代の中国を代表する衣装として、「旗袍（チャイナドレス）」や「長衫（チョンソン）」が挙げられるが、これらは清王朝や西洋の影響を受けたもの物とされ、中国人の一部には「満州族や欧米に迎合する衣装」として捉えられることがある[11]。一方で、漢服は純粋な漢民族の伝統衣装とされ、中国人の視点から「漢服復興＝本物の中華文化の再興」とみなされている。

このように、漢服運動は単なるファッショントレンドに留まらず、「漢民族の良さを再発見し、かつての美意識を現代に甦らせようとする試み」としても重要な意味を持っている。

漢服を着用している中国の若者たち
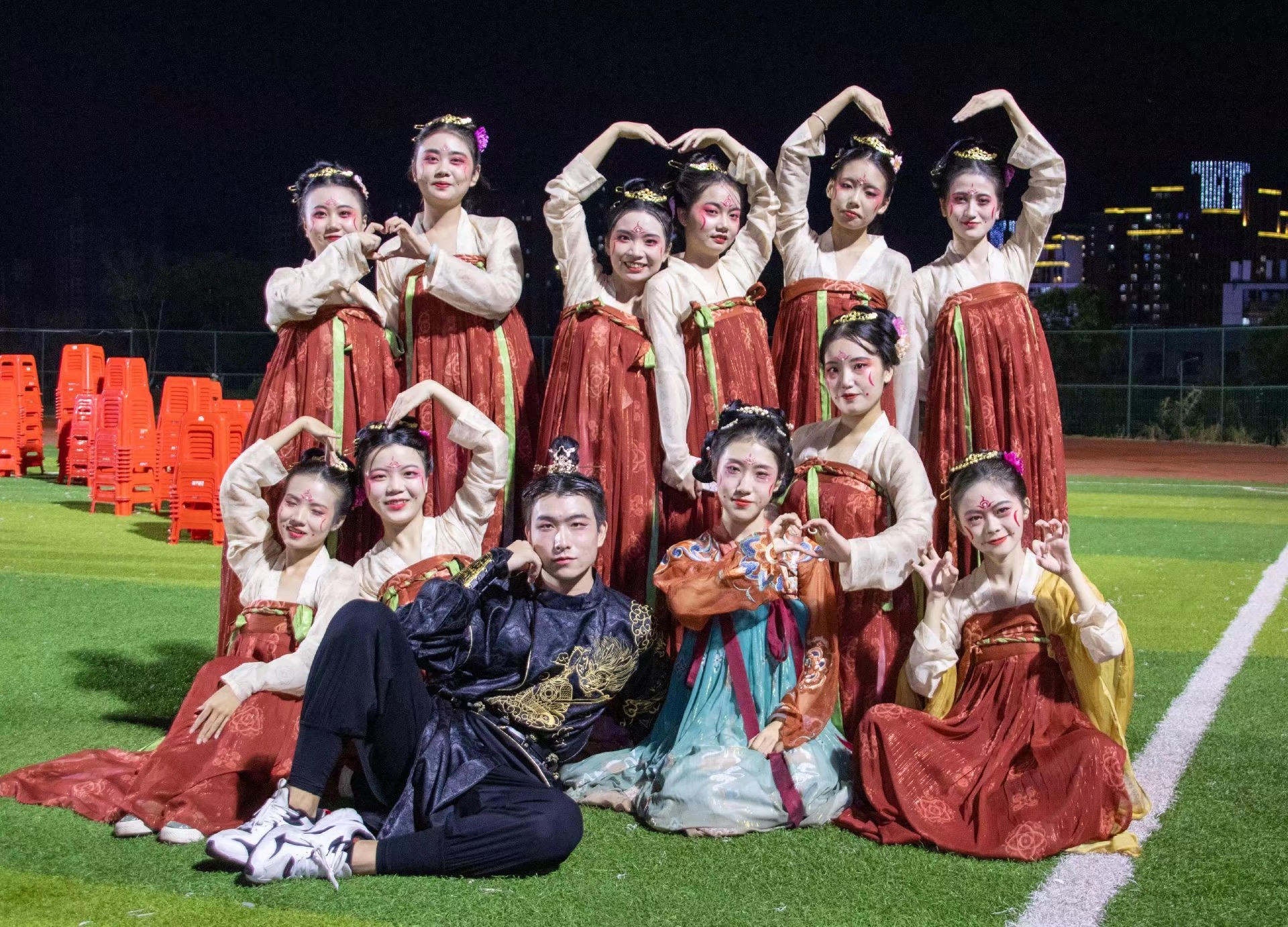
漢服を着ている小学生たち
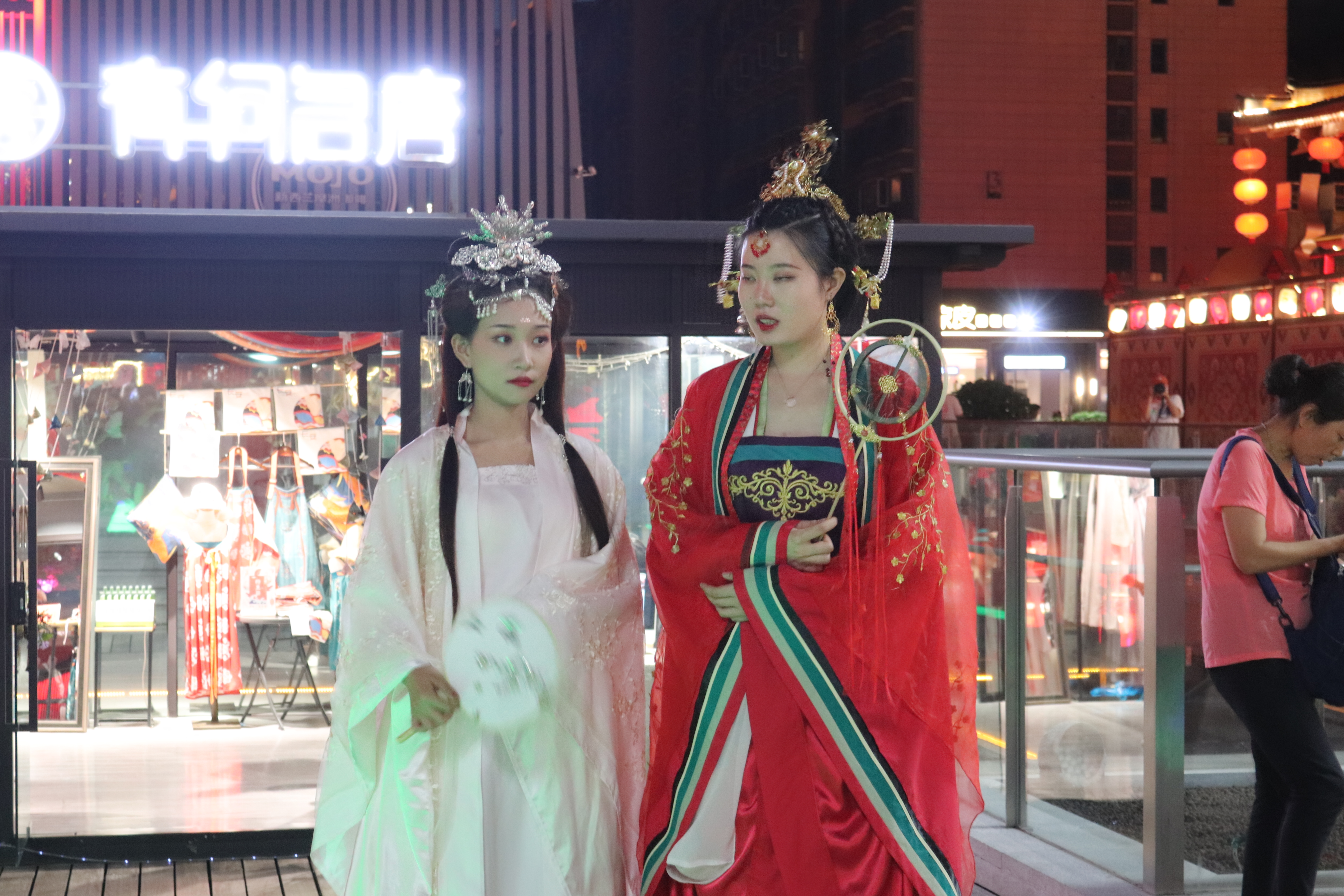
漢服の夜着
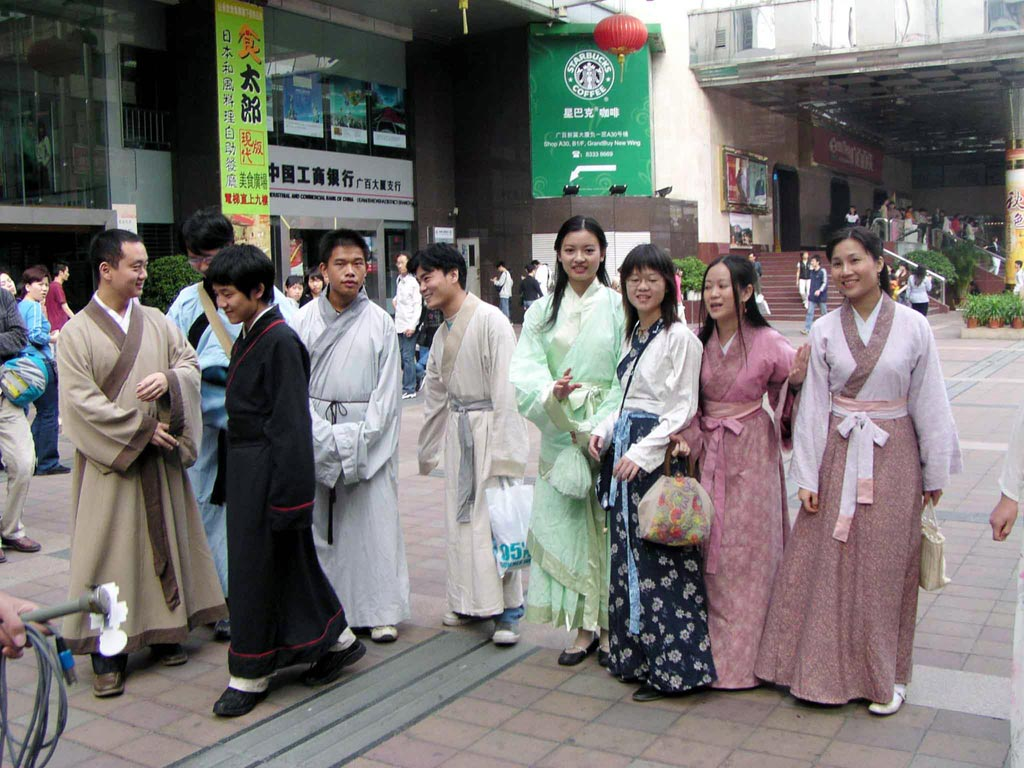
漢服のストリートファッション
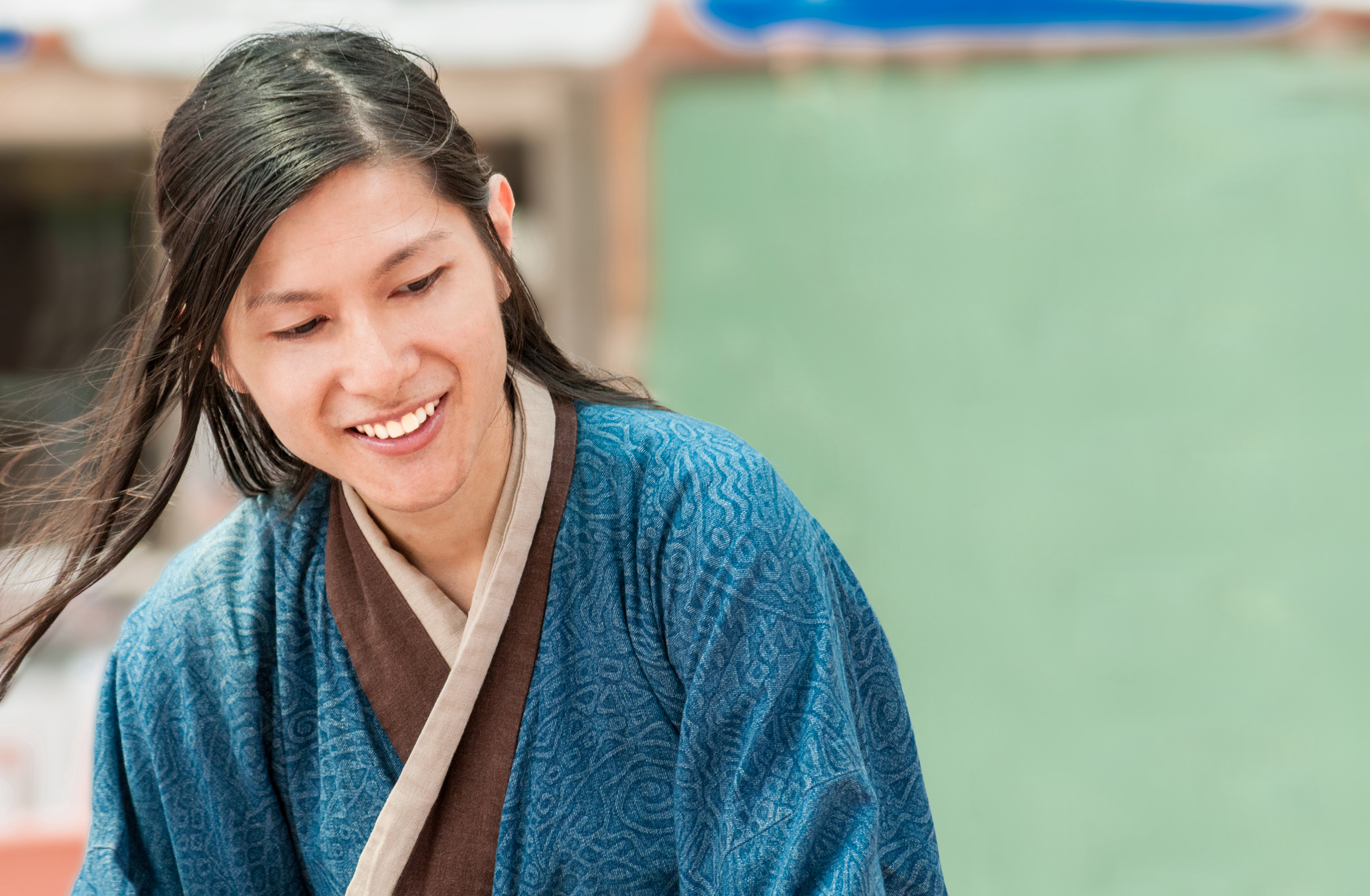
漢服の青年

## 歴史
17世紀初頭、満州族が建国した清朝では、漢族は頭髪・衣服を満州族式（辮髪や旗装など）に改めることを強制（剃髪易服）され、清朝が崩壊すると復古運動に基づく漢服文化が広がり、土台そのものはできたものの、内戦や戦争、文化大革命による人民服の強制、改革開放での洋服の流行などの諸事情により、20世紀は比較的大きな運動が起きることはなかった。2000年代になり、中国の高度経済成長に伴う漢族のナショナリズムの高揚の後押しもあり、特に2001年当時の江沢民総書記（国家主席）が上海のAPECで披露した唐装の影響を受けて漢服の復興は2003年から一部で提唱されるようになった。

## 美的価値
文化的遺産との再接続を望むことは、この運動の唯一の動機では無い。漢服の古典的な優雅さや独自の美学、そしてそれを着ることで「SNS用」の魅力的な写真を簡単に撮ることができる点も、この運動の人気を後押ししている。
また、漢服運動の主な推進力となっているのは「中国の女性たち」であり、そのファッション性が強調されている。iMediaの2018年の調査によると、漢服愛好者の88.2％は女性であり、Taobaoや天猫のプラットフォームにおける漢服店の75.8％は、女性向けの漢服のみを販売している。

## 復興の意義と社会的価値
漢服は中華文明において、儀式や象徴的な意味で大きな重要性を持っている。現代の漢服も例外ではなく、古代の漢服と同様に、厳格に『周礼』の中で書いた理念に従って作られている。例を挙げると、
- 左襟が右襟を覆うことは、人間の本性の完成を文化を通じて象徴し、倫理的および儀礼的な教えの精神的な力によって本能や肉体的な力を克服することを示す。
- 広がりのあるカットと板袖は、自然と人間の創造的な力との調和を表す。
- 腰帯で漢服を体に締めることは、漢文化が人間の欲望を制限し、不道徳な行為に至らせないようにする制約を象徴する [19]。

運動の支持者は、現代の漢服が持つ象徴的な価値やその倫理的・儀礼的な要素を、出来るだけ古代のままで保つことが重要だと強調している。
なお、中国は経済の繁栄が進む中で、古き良き時代の共有されたアイデンティティを再構築することが重要視されている。この視点から、漢服復興運動は中国共産党にとって極めて都合の良いものであり、習近平総書記（最高指導者）が提唱する「中国の偉大な復興」、すなわち「中華民族の偉大な再生」の一環としてブームが起り続けている。

## 背景
1644年に、清朝が明朝に代わって大陸を支配するようになり、剃髪易服を実行。清朝末期に中国における革命運動を進めていた孫文は、「駆除韃虜、恢復中華」(満州族を駆逐し、漢民族による国家を取り戻す）というスローガンを掲げて辛亥革命を進めた。この革命によって清朝が崩壊すると、「駆除韃虜」は「五族共和」という民族共生スローガンに代わり、「恢復中華」は、20世紀になると、時代遅れとされ、政治体制においては既に西洋的国家体制に取って代わられた。漢族の服装文化は、清朝が支配した1644年から1911年の長い期間において実質的に破壊され、清朝が崩壊したといえども漢服が再び定着することはなかった。中華民国成立後、漢族の間で主流となった服装は、男子は洋服、女子は満州族の旗裝を改良した旗袍（いわゆるチャイナドレス）であり、中華人民共和国政府成立後には、人民服が巷間にあふれた。
ヨーロッパの研究者は「清では、役人の他に漢族の平民は明の服を着せられたが、晩清まで大勢の漢人は自ら志願して満洲の服を着た」と発言している。清朝の子供や僧侶や道士や婦女も明の服を着せられた。また、剃髪易服を実行するのが難しいことから、清の間にも大勢の人が明の服を着たことがあり、康熙年間も江南の人は明の服を着ることが多かったという。辛亥革命の間、ある地域は明の服を保存していた。
2003年12月、鄭州市の電力労働者王楽天は初めて漢服を着て、市街に出たのを皮切りに、漢服復興運動は中国各地で発足する。漢服運動の参加者が増え、組織化されていた。サークル、漢服復興の参加者を「同袍」と呼び始めた、マスコミが漢服愛好者、漢服ファンと呼んだこともあるが、最終的には、「同袍」という呼び方が認められた。漢服の認知度を高めるために、それぞれの人たちが自分の方式でやっている。漢服を着て旅行したり、漢服を着る伝統文化の学校が創立されたりしていることも多い。
2005年、中国最初の漢服ネット販売店が開いた。2006年、歌手の孫異は四川省成都市で最初の漢服を販売する実店舗「重回漢唐」を開店した。
2007年3月、中国人民政治協商会議委員の葉宏明と全国人民代表大会代表の劉明華が漢服の復興を提案して初めて公的な場（両会）で議論された。
2013年、中国の作詞家方文山は浙江省嘉興市嘉善県の西塘鎮で漢服文化ウイークを起こす、その後毎年開催されている、参加者数は10万人を超えたとされる。また、古風音楽のコンサートでは漢服を着る歌手も多いとされる。

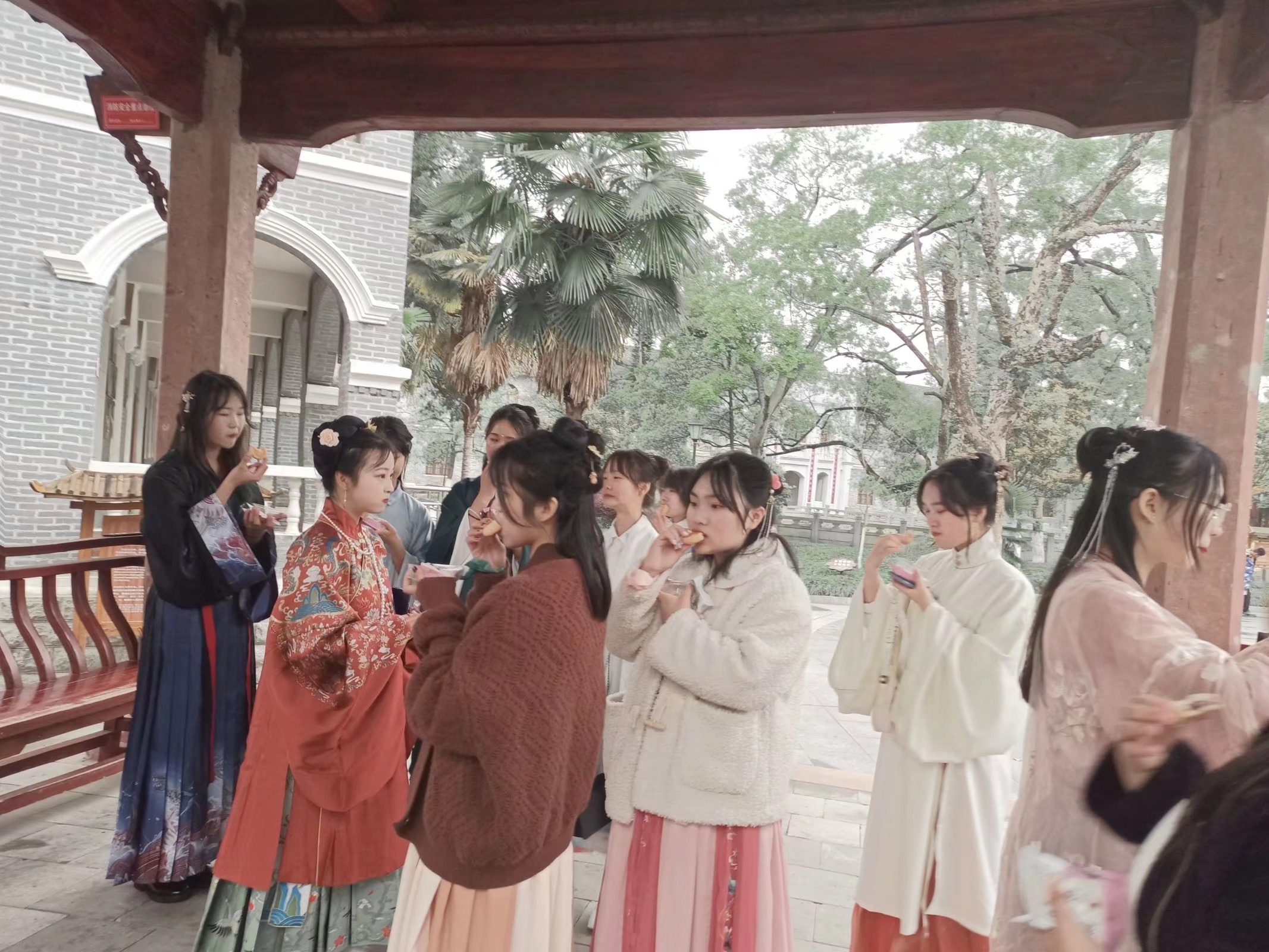
井岡山大学での漢服愛好家は花朝祭りを行う
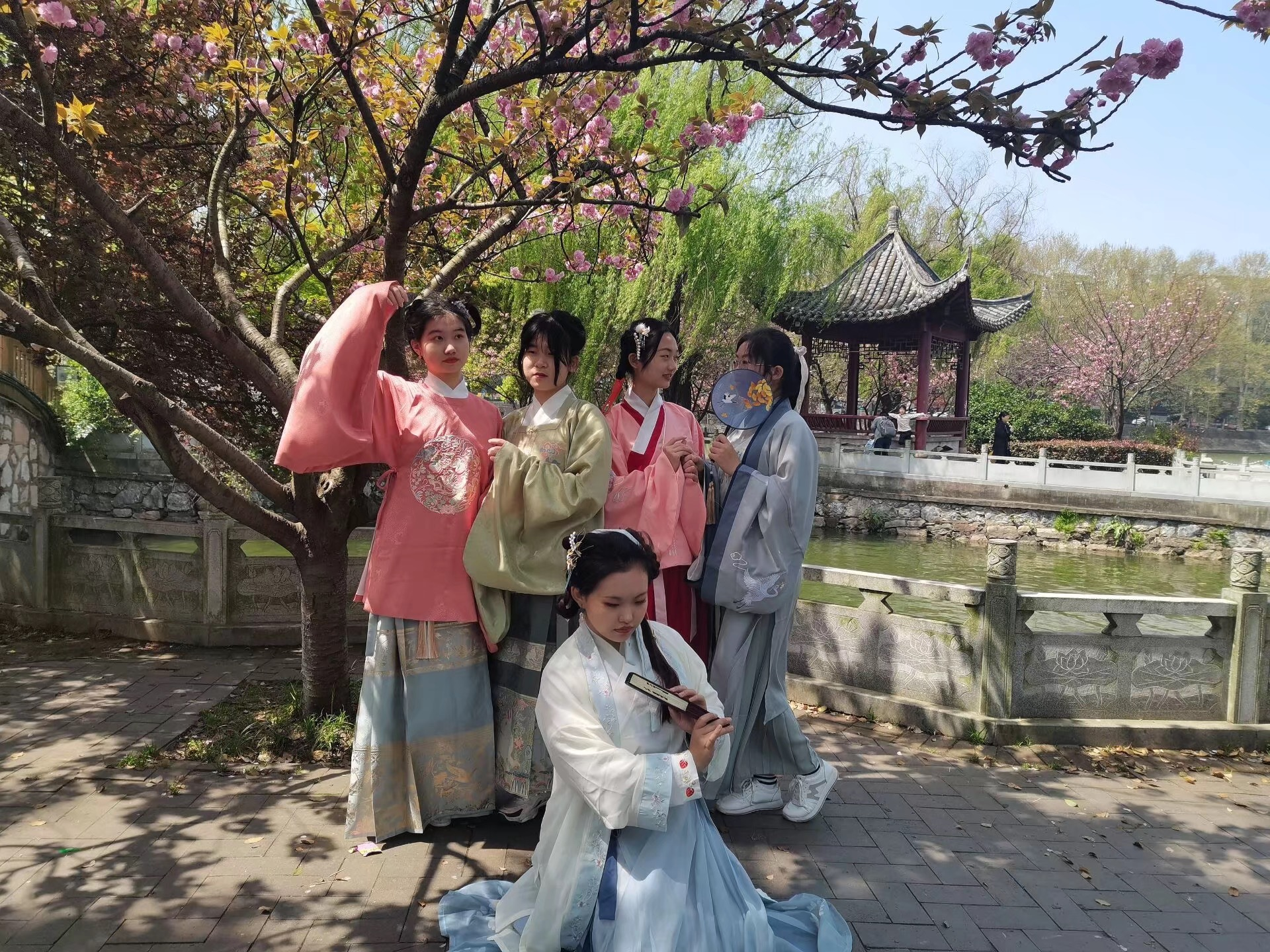
九江市の甘棠湖へ花見に行く漢服を着る若者たち
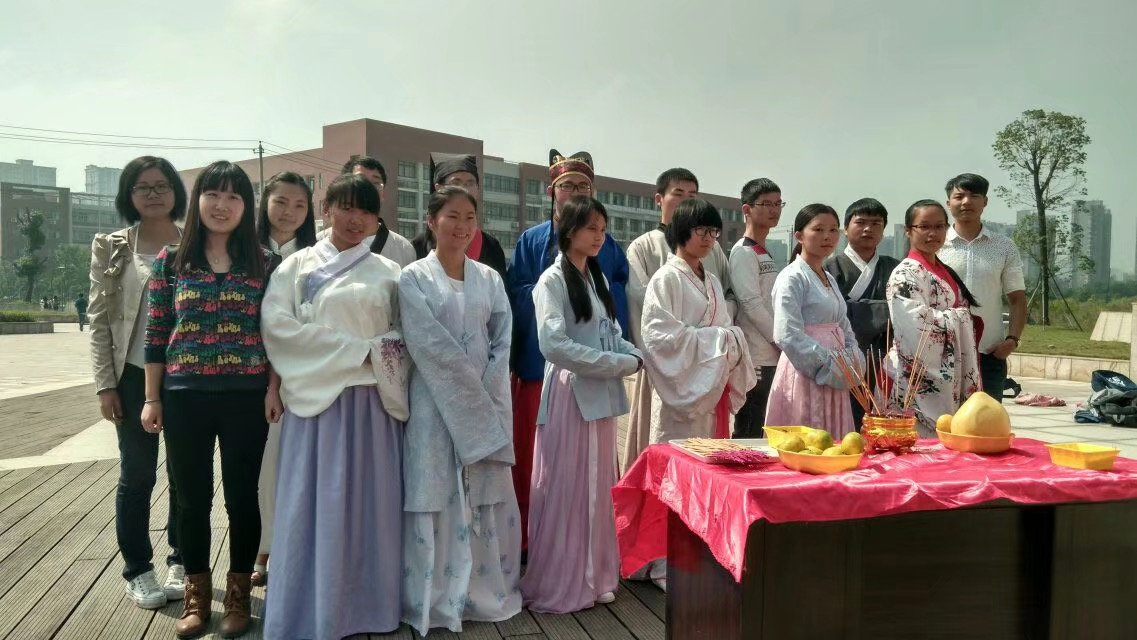
孔子を祭る学生たちは漢服を着る
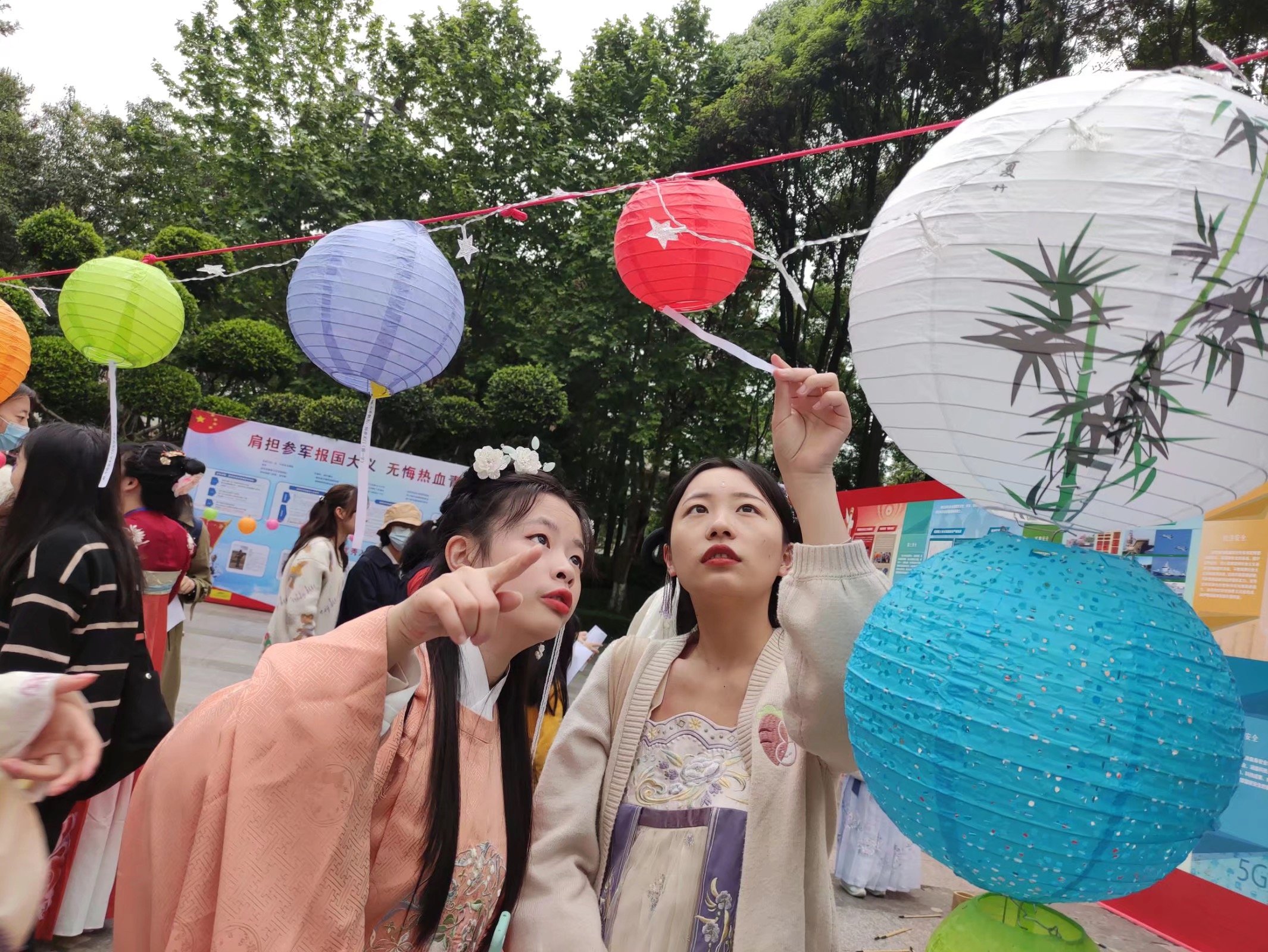
四川師範大学の提灯祭りに、漢服を着る若者たち
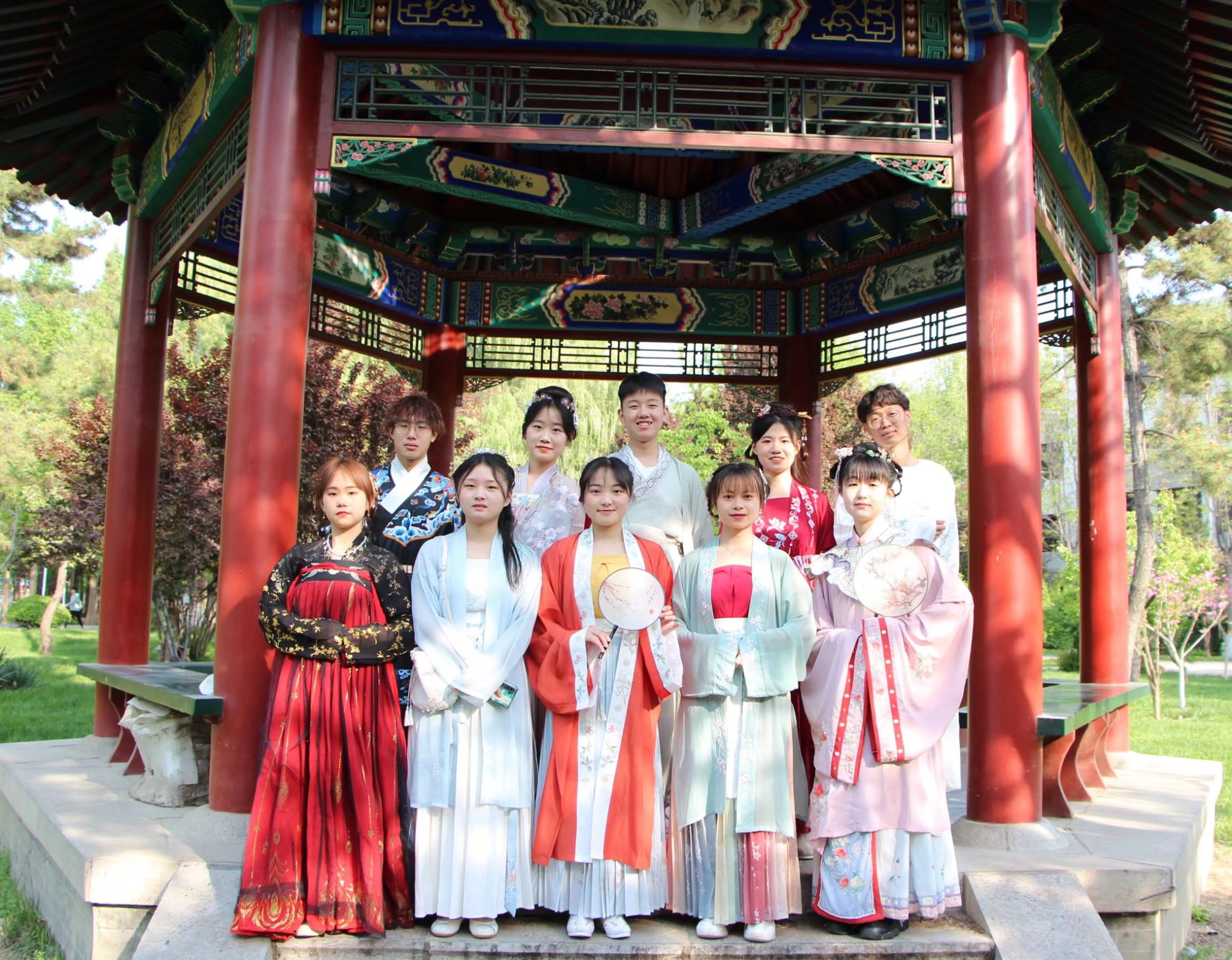
曲阜師範大学の四阿の外で漢服を着た若者たち
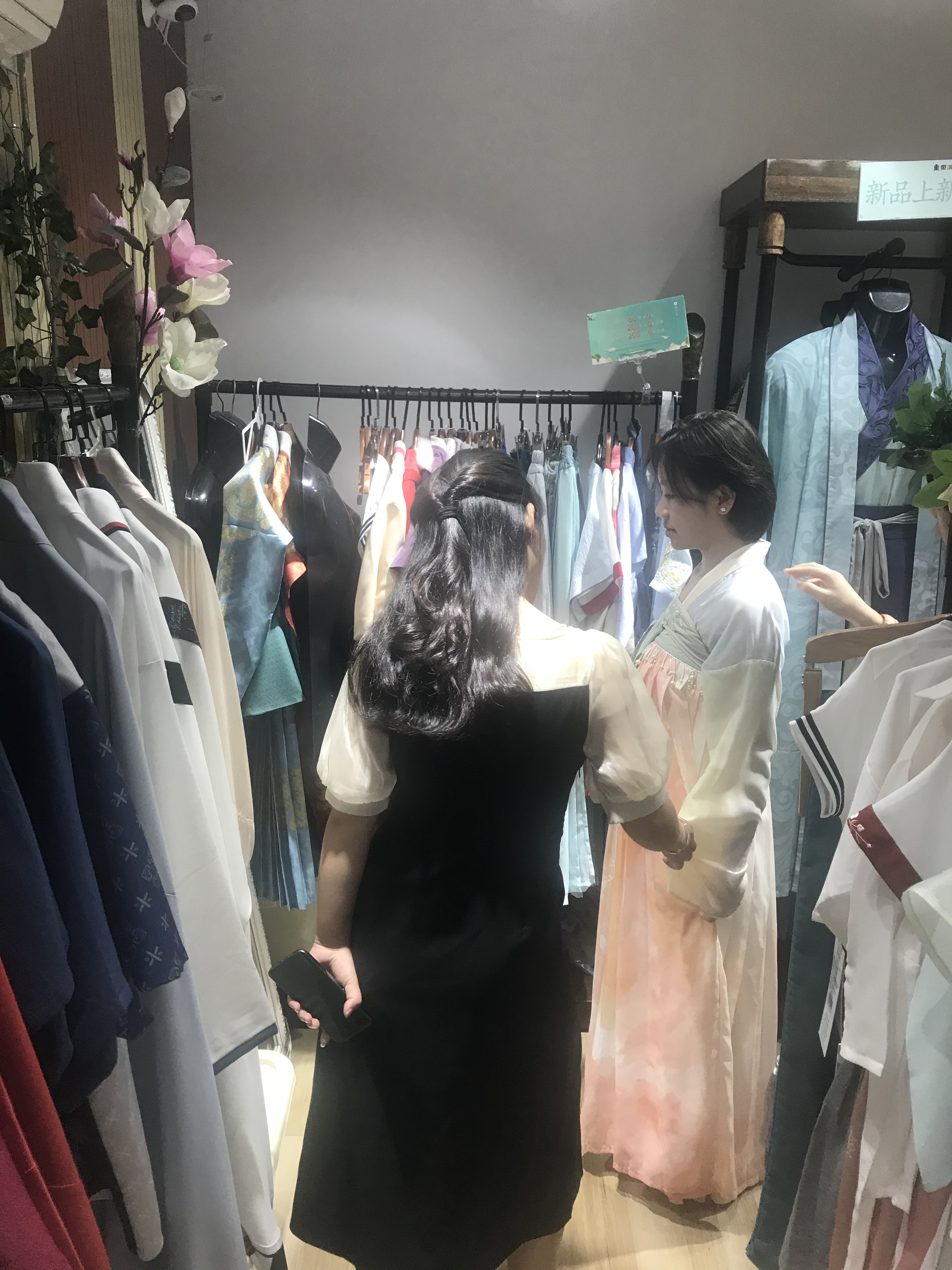
長沙市の漢服屋「重回漢唐（中国語版）」の実店舗で、ある女の子は漢服に着替える